# 勝田梨乃
勝田 梨乃（かつた りの、1994年7月10日 - ）は、日本の元女性アイドル。元SUPER☆GiRLSのメンバー。
北海道札幌市出身。エイベックス・ヴァンガードに所属していた。愛称は、かっちゃん。

## 略歴
立命館慶祥高等学校在学中の2010年6月12日、『avex アイドルオーディション 2010』に合格し、女性アイドルグループ・SUPER☆GiRLSのメンバーとなる。2011年よりソロ活動を始める。
2016年6月25日に開催された『iDOL Street Carnival 2016 6th Anniversary 〜RE：Я｜LOAD〜』をもってグループを卒業し、芸能界を引退した。

## 人物
- 4人兄妹の末っ子で、姉1人と兄2人がいる[7]。
- イメージカラー（超絶カラー）はプレシャスネイビー、キャッチコピーは「自称見た目は中の中! でもー…! 勝田が一番（かーわーいーいー）こう見えても女子大生! world wide目指します!」[8]（2014年2月23日までは「キラキラ天然記念物! 道産子パワーでがんばります!」[9]）。
- 2010年のスパガ結成当時から2013年春の高校卒業までは地元の北海道[10]、立命館大学[11]入学から卒業までは関西に在住[12]しており、東京で仕事がある際に往復しながら活動していた。

## 作品

### 参加楽曲
- ジン ジン ジングルベル（2013年12月4日、トゥィンクルヴェール from SUPER☆GiRLS名義） - 八坂・志村・渡邉ひ・宮﨑・勝田・荒井

## 出演

### ドキュメンタリー番組
- START!!北海道アイドル☆プロジェクト（2011年6月23日、北海道放送）

### ラジオ
- AV Music Channel「SUPER☆GiRLS通信」（2011年1月5日 - 、毎週水曜、エフエム北海道） - 渡邉・勝田
- SUPER☆GiRLS勝田梨乃の語りーの（2012年10月6日 - 2013年3月30日、毎週土曜、HBCラジオ）

### イメージキャラクター
- 札幌市教育文化会館35周年特別コラボ「ドキドキ・ドッキング」（2012年）[13][14]

## 書籍

### 写真集
- 勝田梨乃 CARDGRAVURE COLLECTION（2012年11月8日、東京ニュース通信社）[15]

### カレンダー
- 勝田梨乃(SUPER☆GiRLS) カレンダー 2013年（2012年10月17日、ハゴロモ）